# Клеопатра Селена II

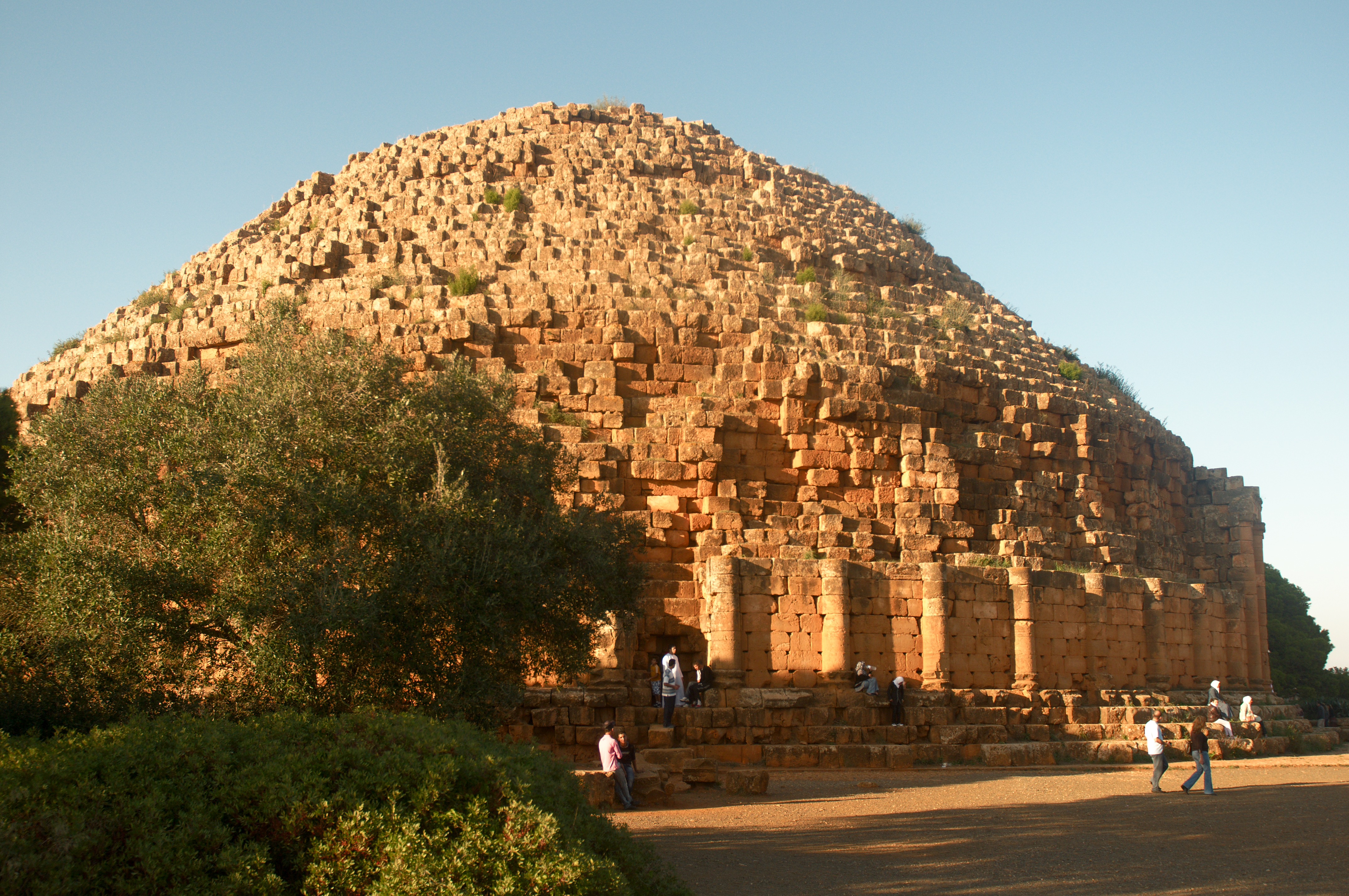
Царская гробница в Типасе, место захоронения Клеопатры Селены и её мужа — Юбы II Мавританского

Клеопа́тра Селе́на II (конец 40 до н. э. — 5) — дочь Марка Антония и Клеопатры VII, с 34 г. до н. э. царица области к западу от Египта — Киренаики и с 25 до 5 гг. до н. э. царица Мавретании. Была последней представительницей рода Птолемеев и очень гордилась этим.
В 37 г. до н.э. Антоний признал Клеопатру Селену законной дочерью и женился на её матери Клеопатре VII. В 34 г. до н.э. он провозгласил Селену царицей Кирены и Ливии.

## Биография
Сестра-близнец Александра Гелиоса. Вместе с ним в 29 году до н. э. стала невольной участницей триумфа Октавиана, в отличие от матери, которая покончила с собой, чтобы избежать этого позора.
Селена воспитывалась в доме Октавии, сестры Октавиана и бывшей жены Антония. В возрасте ок. 15 лет — в 25 году до н. э. была выдана Октавианом замуж за царя Мавретании и Нумидии Гая Юлия Юбу II, который был старше Селены на 10 лет. У них родились сын Птолемей (ок. 10 г. до н. э. — 40 г.), унаследовавший впоследствии трон, и дочь, которая, вероятно, умерла в 5 году до н. э.
Октавиан Август даровал им часть отцовских владений. Прибыв в Мавретанию, они поселились в столице — городе Иоле (ныне Шершель), и переименовали его в Цезарею (Кесарею) в честь человека, давшего им престол. Город был перестроен по подобию Александрии. Сюда перевезли многих важных советников, учёных и художников из царского двора египетской столицы. Юба и Селена правили совместно 20 лет (25 г. до н. э. — 5 г. до н.э.).  Клеопатра Селена оказала большое влияние на политику, которую проводил её супруг. При правлении царственной четы покровителей торговли, наук и искусств Мавретания процветала.
Клеопатре Селене не суждено было до самой смерти вновь побывать в Египте, по которому она тосковала.
Могилу для Селены и Юбы начали строить в 3 г. до н. э. Она расположена в прибрежной части Алжира в сегодняшнем городе Типаса.

## Изображения Селены

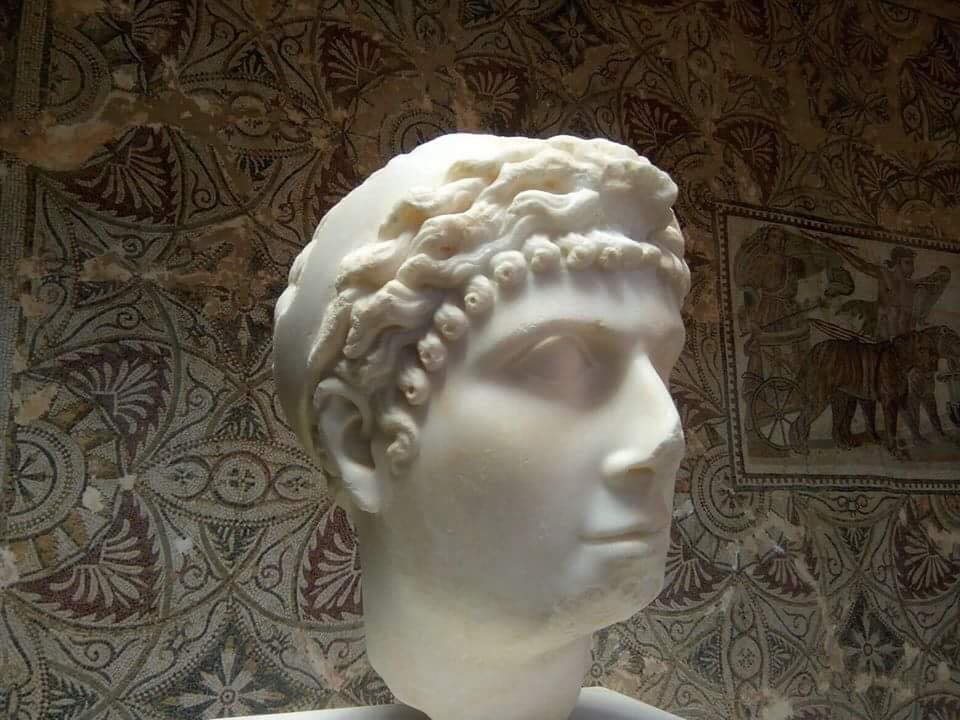
Бюст, приписываемый Клеопатре Селене или её матери Клеопатре VII. Археологический музей Шершеля, Алжир

В Шершеле (в прошлом Цезарея) находится беломраморный бюст суровой и грустной женщины с грубоватыми чертами короткого, почти мужского лица, с тщательно уложенными короткими, забранными под повязку локонами — царицы Мавритании Клеопатры Селены.
В 2012 году итальянский египтолог Джузеппина Каприотти (итал. Giuseppina Capriotti) установила предполагаемые образы Александра Гелиоса и Клеопатры Селены. С помощью стилистического и иконографического анализа, разработанного польским Центром средиземноморской археологии Варшавского университета (пол. Centrum Archeologii Śródziemnomorskiej Uniwersytet Warszawski), Джузеппина исследовала 10-метровую статую детей из песчаника, найденную в 1918 году на западном берегу Нила, неподалёку от храмового комплекса Дендера, статуя хранилась в Каирском египетском музее.
В частности, исследовательница обратила внимание, что у мальчика на голове расположен солнечный диск, в то время как у девочки — лунный диск и полумесяц. Оба диска декорированы древнеегипетским символом в форме глаза, известным как уаджет. Две змеи у ног детей, предположительно кобры, также отождествляются с солнцем и луной. У детей круглая форма лица, маленький подбородок и большие глаза, подобно людям эпохи правления Клеопатры VII.
«К сожалению лица статуй сохранились плохо, однако хорошо заметно, что у мальчика вьющиеся волосы, а с правой стороны головы — коса, что типично для египетских детей того времени. Причёска девочки сделана в так называемой дынной форме, которую можно ассоциировать с династией Птолемеев, и, в особенности, с Клеопатрой», — рассказывала Джузеппина Каприотти.
На монетах Селена изображена с причёской на прямой пробор, как у Ливии.

## Образ Клеопатры Селены в искусстве
- Является главной героиней романа Мишель Моран[англ.] «Дочь Клеопатры».
- Ей посвящена трилогия Франсуазы Шандернагор «Забытая царица».

## Память
В её честь назван астероид Клеоселена, спутник астероида (216) Клеопатра.